# Locustella tacsanowskia
Locustella tacsanowskia é uma espécie de ave da família Locustellidae.
Pode ser encontrada nos seguintes países: China, Índia, Laos, Mongólia, Myanmar, Nepal, Rússia, Tailândia e Vietname.
Os seus habitats naturais são: florestas temperadas.